# Allargamento Doppler
In fisica atomica, l'allargamento Doppler è l'allargamento delle linee spettrali per effetto Doppler, causato da una distribuzione di velocità di atomi o molecole. Le diverse velocità delle particelle generano differenti Doppler shift, che sono la causa dell'allargamento della linea.
Il profilo della linea spettrale risultante è noto come profilo Doppler. Un caso particolare e forse il più importante è l'allargamento Doppler termico causato dal moto termico delle particelle. L'allargamento dipende quindi solo dalla frequenza della linea spettrale, dalla massa delle particelle radiative, e dalla loro temperatura, e può dunque essere usato per ricavare la temperatura di un corpo radiativo.
La spettroscopia di assorbimento saturo, nota anche come spettroscopia Doppler-free, può essere usata per trovare la frequenza di una transizione atomica senza raffreddare il campione fino a temperature alle quali l'allargamento Doppler è minimo.

## Derivazione
Quando per agitazione termica una particella si muove verso l'osservatore, la radiazione emessa risulta spostata ad una frequenza più alta. Analogamente, quando la particella si allontana, la frequenza risulta inferiore. Per velocità termiche non relativistiche, l'effetto Doppler in frequenza assume la forma:
{\displaystyle f=f_{0}\left(1+{\frac {v}{c}}\right)}
dove {\displaystyle \ f} è la frequenza osservata, {\displaystyle \ f_{0}} la frequenza a riposo, {\displaystyle \ v} è la velocità della particella verso l'osservatore, e {\displaystyle c} è la velocità della luce.
Poiché vi è una distribuzione di velocità sia da sia verso l'osservatore in ogni elemento di volume di un corpo radiativo, l'effetto netto sarà un allargamento della linea osservata.
Se {\displaystyle \,P_{v}(v)dv} è la frazione di particelle con velocità compresa tra {\displaystyle \,v} e {\displaystyle \,v+dv} nella direzione di osservazione, allora la corrispondente distribuzione delle frequenze è 
{\displaystyle P_{f}(f)df=P_{v}(v_{f}){\frac {dv}{df}}df},
dove {\displaystyle \,v_{f}=c\left({\frac {f}{f_{0}}}-1\right)} è la velocità verso l'osservatore che corrisponde allo shift della frequenza a riposo da {\displaystyle \,f_{0}} a {\displaystyle \,f}. Dunque,
| {\displaystyle P_{f}(f)df={\frac {c}{f_{0}}}P_{v}\left(c\left({\frac {f}{f_{0}}}-1\right)\right)df}. |
Si può esprimere l'allargamento anche in termini di lunghezza d'onda {\displaystyle \,\lambda }. Ricordando che, nel limite non relativistico, {\displaystyle {\frac {\lambda -\lambda _{0}}{\lambda _{0}}}\approx -{\frac {f-f_{0}}{f_{0}}}}, si ottiene
| {\displaystyle P_{\lambda }(\lambda )d\lambda ={\frac {c}{\lambda _{0}}}P_{v}\left(c\left(1-{\frac {\lambda }{\lambda _{0}}}\right)\right)d\lambda }. |
Nel caso dell'allargamento Doppler termico, la distribuzione di velocità è data dalla distribuzione di Maxwell
{\displaystyle P_{v}(v)dv={\sqrt {\frac {m}{2\pi kT}}}\,\exp \left(-{\frac {mv^{2}}{2kT}}\right)dv},
dove {\displaystyle \,m} è la massa della particella radiativa, {\displaystyle \,T} è la temperatura e {\displaystyle \,k} è la costante di Boltzmann. 
Allora
{\displaystyle P_{f}(f)df=\left({\frac {c}{f_{0}}}\right){\sqrt {\frac {m}{2\pi kT}}}\,\exp \left(-{\frac {m\left[c\left({\frac {f}{f_{0}}}-1\right)\right]^{2}}{2kT}}\right)df}.
Si può semplificare questa espressione come segue
{\displaystyle P_{f}(f)df={\sqrt {\frac {mc^{2}}{2\pi kT{f_{0}}^{2}}}}\,\exp \left(-{\frac {mc^{2}\left(f-f_{0}\right)^{2}}{2kT{f_{0}}^{2}}}\right)df},
che è una Gaussiana con deviazione standard
{\displaystyle \sigma _{f}={\sqrt {\frac {kT}{mc^{2}}}}f_{0}}
e larghezza a mezza altezza (LMA)
| {\displaystyle \Delta f_{\text{LMA}}={\sqrt {\frac {8kT\ln 2}{mc^{2}}}}f_{0}}. |
Similmente,
{\displaystyle P_{\lambda }(\lambda )d\lambda ={\sqrt {\frac {mc^{2}}{2\pi kT\lambda _{0}^{2}}}}\,\exp \left(-{\frac {mc^{2}(\lambda -\lambda _{0})^{2}}{2kT\lambda _{0}^{2}}}\right)d\lambda }
con la deviazione standard
{\displaystyle \sigma _{\lambda }={\sqrt {\frac {kT}{mc^{2}}}}\lambda _{0}}
e LMA
| {\displaystyle \Delta \lambda _{\text{LMA}}={\sqrt {\frac {8kT\ln 2}{mc^{2}}}}\lambda _{0}}. |

## Applicazioni e limiti
In astronomia e in fisica del plasma, l'allargamento Doppler termico è una delle spiegazioni dell'allargamento delle linee spettrali e, in quanto tale, fornisce indicazioni sulla temperatura del materiale osservato. Va notato, tuttavia, che possono interferire altre distribuzioni di velocità, come ad esempio il moto turbolento. In presenza di forte turbolenza, la risultante linea spettrale è generalmente molto difficile da distinguere da quella termica.
Un'altra causa potrebbe essere l'influenza di più velocità macroscopiche, come ad esempio moti rotazionali di porzioni di campione. Vi sono ancora molti altri fattori che possono contribuire all'allargamento della linea spettrale. Per esempio un numero sufficientemente alto di particelle può rendere significativo l'allargamento per pressione.